# Pherotrichis
Pherotrichis es un género de plantas fanerógamas de la familia Apocynaceae. Contiene cinco especies.

## Descripción
Son hierbas erectas, rara vez ramificadas arriba de la base, perennes; raíces una a varias, fusiformes, gruesas; látex blanco; tallos con un indumento mixto de pelos largos rectos, pelos cortos rectos y pelos cortos, glandular-capitados y translúcidos. Hojas opuestas, con un indumento mixto, pecioladas; pseudoestípulas ausentes. Inflorescencias extra-axilares, 1 por nudo, umbeliformes (congestionado-racemiformes); corola rotácea a campanulada, la estivación imbricada y dextrorsa; androceo y gineceo completamente fusionados y formando un ginostegio sésil; corona ginostegial, de 5 lobos libres desde la base del ginostegio, laminares, más o menos cuadrados; apéndices terminales de las anteras cubriendo el margen del ápice del estilo; polinios más o menos horizontales, fuertemente curvados, estériles y excavados en la base; ápice del estilo aplanado a apiculado, liso. Folículo 1, fusiforme, simétrico, liso, en un pedicelo reflexo; semillas obovadas, aplanadas, lisas, comosas, el margen distalmente crenado.

## Taxonomía
El género fue descrito por Joseph Decaisne y publicado en Annales des Sciences Naturelles; Botanique, sér. 2, 9: 322 (in obs.). 1838. La especie tipo es: Pherotrichis balbisii (Decne.) A. Gray = Asclepias villosa Balbis.

## Especies
- Pherotrichis balbisii A.Gray
- Pherotrichis leptogenia B.L.Rob.
- Pherotrichis mixtecana Brandegee
- Pherotrichis schaffneri A.Gray
- Pherotrichis villosa Meisn.